# Marele Premiu al Principatului Monaco
Marele Premiu al Principatului Monaco este o cursă organizată anual în Monte Carlo, Monaco, care face parte din calendarul Formulei 1. Este considerată una dintre cele mai importante și prestigioase curse din lume, iar împreună cu Indianapolis 500 și Cursa de 24 de ore de la Le Mans, formează Tripla Coroană a Sporturilor cu Motor.

## Istoric

### Înainte de Formula 1
Primul Grand Prix a avut loc pe 14 aprilie 1929. După 100 de tururi și aproape 4 ore, englezul William Grover-Williams a ieșit câștigător într-un Bugatti 35B. Ironic, eroul local Chiron nu a putut face parte, el fiind peste ocean concurând în Indianapolis 500.
După competițiile de succes din 1930 și 1931, primele schimbări ale circuitului au avut loc pentru cursa din 1932, fiind începutul sezonului. Liniile de tramvai vechi au fost scoase și adăugate altele cu o suprafață mai lină. Popularitatea cursei a crescut și ea (până la mijlocul anilor 30, aproape 100.000 de spectatori asistau la fiecare cursă). Șicana a fost puțin modificată în 1935, iar cursele s-au ținut până la izbucnirea celui De-al Doilea Război Mondial în 1939.
Când pacea a revenit, italianul Giuseppe Farina a fost primul care a trecut linia de sosire a cursei din 1948. În 1949 nu a fost nicio cursă din cauza moartei Prințului Louis al II-lea.

### În Formula 1
Odată cu inaugurarea primului sezon din Formula 1 în 1950, cursa de la Monaco a fost introdusă în calendar ca fiind a doua etapă din campionat, fiind câștigată de Juan Manuel Fangio. În anul următor cursa a fost anulată datorită problemelor financiare și deoarece regulile pentru noile mașini mai rapide nu fuseseră încă elaborate. Grand Prix-ul din 1952 a fost ținut cu mașini sport, deoarece regulamentele internaționale nu fuseseră încă finalizate. S-au făcut revizuiri minore virajului Sainte-Dévote, piloții salutând modificarea, însă întâlnirea a fost umbrită de accidentul lui Luigi Fagioli care s-a izbit de tunel în timpul calificărilor, decedând 18 zile mai târziu din cauza leziunilor.
În 1953 și 1954 cursa nu a avut loc, însă din 1955 și-a recăpătat locul în Campionatul Mondial, de atunci făcând parte în fiecare an din calendar până în prezent.

## Câștigătorii Marelui Premiu al Principatului Monaco
Un fundal roz indică faptul că eventul nu a făcut parte din Campionatul Mondial de Formula 1.
| An                   | Pilot                   | Constructor                | Detalii           |                   |
| -------------------- | ----------------------- | -------------------------- | ----------------- | ----------------- |
| Perioada interbelică |                         |                            |                   |                   |
| 1929                 | William Grover-Williams | Bugatti                    | Detalii           |                   |
| 1930                 | René Dreyfus            | Bugatti                    | Detalii           |                   |
| 1931                 | Louis Chiron            | Bugatti                    | Detalii           |                   |
| 1932                 | Tazio Nuvollari         | Alfa Romeo                 | Detalii           |                   |
| 1933                 | Achille Varzi           | Bugatti                    | Detalii           |                   |
| 1934                 | Guy Moll                | Alfa Romeo                 | Detalii           |                   |
| 1935                 | Luigi Fagioli           | Mercedes                   | Detalii           |                   |
| 1936                 | Rudolf Caracciola       | Mercedes                   | Detalii           |                   |
| 1937                 | Manfred von Brauchitsch | Mercedes                   | Detalii           |                   |
| Perioada postbelică  |                         |                            |                   |                   |
| 1948                 | Giuseppe Farina         | Maserati                   | Detalii           |                   |
| 1950                 | Juan Manuel Fangio      | Alfa Romeo                 | Detalii           |                   |
| 1952                 | Giannino Marzotto       | Ferrari                    | Detalii           |                   |
| 1955                 | Maurice Trintignant     | Ferrari                    | Detalii           |                   |
| 1956                 | Stirling Moss           | Maserati                   | Detalii           |                   |
| 1957                 | Stirling Moss           | Ferrari                    | Detalii           |                   |
| 1958                 | Maurice Trintignant     | Cooper                     | Detalii           |                   |
| 1959                 | Jack Brabham            | Cooper                     | Detalii           |                   |
| 1960                 | Stirling Moss           | Lotus-Climax               | Detalii           |                   |
| 1961                 | Stirling Moss           | Lotus                      | Detalii           |                   |
| 1962                 | Bruce McLaren           | Cooper-Climax              | Detalii           |                   |
| 1963                 | Graham Hill             | British Racing Motors      | Detalii           |                   |
| 1964                 | Graham Hill             | British Racing Motors      | Detalii           |                   |
| 1965                 | Graham Hill             | British Racing Motors      | Detalii           |                   |
| 1966                 | Jackie Stewart          | British Racing Motors      | Detalii           |                   |
| 1967                 | Denis Hulme             | Brabham                    | Detalii           |                   |
| 1968                 | Graham Hill             | Lotus                      | Detalii           |                   |
| 1969                 | Graham Hill             | Lotus                      | Detalii           |                   |
| 1970                 | Jochen Rindt            | Lotus                      | Detalii           |                   |
| 1971                 | Jackie Stewart          | Tyrrell-Ford               | Detalii           |                   |
| 1972                 | Jean-Pierre Beltoise    | Marlboro-BRM               | Detalii           |                   |
| 1973                 | Jackie Stewart          | Tyrrell                    | Detalii           |                   |
| 1974                 | Ronnie Peterson         | Lotus                      | Detalii           |                   |
| 1975                 | Niki Lauda              | Ferrari                    | Detalii           |                   |
| 1976                 | Niki Lauda              | Ferrari                    | Detalii           |                   |
| 1977                 | Jody Scheckter          | Wolf-Ford                  | Detalii           |                   |
| 1978                 | Patrick Depailler       | Tyrrell                    | Detalii           |                   |
| 1979                 | Jody Scheckter          | Ferrari                    | Detalii           |                   |
| 1980                 | Carlos Reutemann        | Williams                   | Detalii           |                   |
| 1981                 | Gilles Villeneuve       | Ferrari                    | Detalii           |                   |
| 1982                 | Riccardo Patrese        | Brabham                    | Detalii           |                   |
| 1983                 | Keke Rosberg            | Saudi-Williams             | Detalii           |                   |
| 1984                 | Alain Prost             | Marlboro-McLaren           | Detalii           |                   |
| 1985                 | Alain Prost             | Marlboro-McLaren           | Detalii           |                   |
| 1986                 | Alain Prost             | Marlboro-McLaren           | Detalii           |                   |
| 1987                 | Ayrton Senna            | Lotus-Honda                | Detalii           |                   |
| 1988                 | Alain Prost             | Marlboro-McLaren           | Detalii           |                   |
| 1989                 | Ayrton Senna            | Marlboro-McLaren           | Detalii           |                   |
| 1990                 | Ayrton Senna            | Marlboro-McLaren           | Detalii           |                   |
| 1991                 | Ayrton Senna            | Marlboro-McLaren           | Detalii           |                   |
| 1992                 | Ayrton Senna            | Marlboro-McLaren           | Detalii           |                   |
| 1993                 | Ayrton Senna            | Marlboro-McLaren           | Detalii           |                   |
| 1994                 | Michael Schumacher      | Benetton-Ford              | Detalii           |                   |
| 1995                 | Michael Schumacher      | Benetton-Ford              | Detalii           |                   |
| 1996                 | Olivier Panis           | Ligier-Honda               | Detalii           |                   |
| 1997                 | Michael Schumacher      | Ferrari                    | Detalii           |                   |
| 1998                 | Mika Häkkinen           | McLaren-Mercedes           | Detalii           |                   |
| 1999                 | Michael Schumacher      | Ferrari                    | Detalii           |                   |
| 2000                 | David Coulthard         | McLaren-Mercedes           | Detalii           |                   |
| 2001                 | Michael Schumacher      | Ferrari                    | Detalii           |                   |
| 2002                 | David Coulthard         | McLaren-Mercedes           | Detalii           |                   |
| 2003                 | Juan Pablo Montoya      | BMW-Williams               | Detalii           |                   |
| 2004                 | Jarno Trulli            | Mild Seven-Renault         | Detalii           |                   |
| 2005                 | Kimi Räikkönen          | McLaren-Mercedes           | Detalii           |                   |
| 2006                 | Fernando Alonso         | Renault                    | Detalii           |                   |
| 2007                 | Fernando Alonso         | Vodafone McLaren-Mercedes  | Detalii           |                   |
| 2008                 | Lewis Hamilton          | McLaren-Mercedes           | Detalii           |                   |
| 2009                 | Jenson Button           | Brawn GP                   | Detalii           |                   |
| 2010                 | Mark Webber             | Red Bull Racing            | Detalii           |                   |
| 2011                 | Sebastian Vettel        | Red Bull Racing            | Detalii           |                   |
| 2012                 | Mark Webber             | Red Bull Racing-Renault    | Detalii           |                   |
| 2013                 | Nico Rosberg            | Mercedes                   | Detalii           |                   |
| 2014                 | Nico Rosberg            | Mercedes                   | Detalii           |                   |
| 2015                 | Nico Rosberg            | Mercedes                   | Detalii           |                   |
| 2016                 | Lewis Hamilton          | Mercedes                   | Detalii           |                   |
| 2017                 | Sebastian Vettel        | Ferrari                    | Detalii           |                   |
| 2018                 | Daniel Ricciardo        | Red Bull Racing TAG Heuer  | Detalii           |                   |
| 2019                 | Lewis Hamilton          | Mercedes                   | Detalii           |                   |
| 2020                 | Nu s-a desfășurat       | Nu s-a desfășurat          | Nu s-a desfășurat | Nu s-a desfășurat |
| 2021                 | Max Verstappen          | Red Bull Racing-Honda      | Detalii           |                   |
| 2022                 | Sergio Pérez            | Red Bull Racing-RBPT       | Detalii           |                   |
| 2023                 | Max Verstappen          | Red Bull Racing-Honda RBPT | Detalii           |                   |
| 2024                 | Charles Leclerc         | Ferrari                    | Detalii           |                   |

## Multipli câștigători

### Piloți
Piloții îngroșați concurează în sezonul actual de Formula 1.
| Victorii | Piloți              | Ani                                |
| -------- | ------------------- | ---------------------------------- |
| 6        | Ayrton Senna        | 1987, 1989, 1990, 1991, 1992, 1993 |
| 5        | Graham Hill         | 1963, 1964, 1965, 1968, 1969       |
| 5        | Michael Schumacher  | 1994, 1995, 1997, 1999, 2001       |
| 4        | Alain Prost         | 1984, 1985, 1986, 1988             |
| 3        | Stirling Moss       | 1956, 1960, 1961                   |
| 3        | Jackie Stewart      | 1966, 1971, 1973                   |
| 3        | Lewis Hamilton      | 2008, 2016, 2019                   |
| 3        | Nico Rosberg        | 2013, 2014, 2015                   |
| 2        | Juan Manuel Fangio  | 1950, 1957                         |
| 2        | Maurice Trintignant | 1955, 1958                         |
| 2        | Niki Lauda          | 1975, 1976                         |
| 2        | Jody Scheckter      | 1977, 1979                         |
| 2        | David Coulthard     | 2000, 2002                         |
| 2        | Fernando Alonso     | 2006, 2007                         |
| 2        | Mark Webber         | 2010, 2012                         |
| 2        | Sebastian Vettel    | 2011, 2017                         |
| 2        | Max Verstappen      | 2021, 2023                         |

### Constructori
Echipele îngroșate concurează și în sezonul actual de Formula 1.

Fundalul roz indică faptul că eventul nu a făcut parte din Campionatul Mondial de Formula 1.
| Victorii | Constructor  | Ani                                                                                      | Ani |
| -------- | ------------ | ---------------------------------------------------------------------------------------- | --- |
| 15       | McLaren      | 1984, 1985, 1986, 1988, 1989, 1990, 1991, 1992, 1993, 1998, 2000, 2002, 2005, 2007, 2008 |     |
| 11       | Ferrari      | 1952, 1955, 1975, 1976, 1979, 1981, 1997, 1999, 2001, 2017, 2024                         |     |
| 8        | Mercedes     | 1935, 1936, 1937, 2013, 2014, 2015, 2016, 2019                                           |     |
| 7        | Lotus        | 1960, 1961, 1968, 1969, 1970, 1974, 1987                                                 |     |
| 7        | Red Bull     | 2010, 2011, 2012, 2018, 2021, 2022, 2023                                                 |     |
| 5        | BRM          | 1963, 1964, 1965, 1966, 1972                                                             |     |
| 4        | Bugatti      | 1929, 1930, 1931, 1933                                                                   |     |
| 3        | / Alfa Romeo | 1932, 1934, 1950                                                                         |     |
| 3        | Maserati     | 1948, 1956, 1957                                                                         |     |
| 3        | Cooper       | 1958, 1959, 1962                                                                         |     |
| 3        | Tyrrell      | 1971, 1973, 1978                                                                         |     |
| 3        | Williams     | 1980, 1983, 2003                                                                         |     |
| 2        | Brabham      | 1967, 1982                                                                               |     |
| 2        | Benetton     | 1994, 1995                                                                               |     |
| 2        | Renault      | 2004, 2006                                                                               |     |

## Legături externe
- Automobile Club de Monaco
- Grand Prix de Monaco
- Satellite Map of Monaco Grand Prix track Arhivat în 7 iunie 2011, la Wayback Machine.
- Monte Carlo Formula 1 statistics